# シャイニング・フォースII 古えの封印
『シャイニング・フォースII 古えの封印』（シャイニング・フォースツー いにしえのふういん、Shining Force II）は、1993年10月1日に日本のセガ・エンタープライゼスから発売されたメガドライブ用シミュレーションRPG。

## 概要
前作『シャイニング・フォース 神々の遺産』（1992年。以下「前作」と記載する場合あり）とほぼ同じシステムであるが、登場キャラクターを一新。物語については前作と同一世界だが異なる大陸を舞台としているとされる。前作との詳しい関連性についてはゲーム本編ではほとんど触れられないが、のちに刊行された小説版『シャイニング・フォース 神竜の血脈』では、前作と今作の登場人物が登場し関連性が書かれ、前作のその後の物語であることが明記されている。
2008年から2019年までWii用ソフトとしてバーチャルコンソールにて配信された。欧米ではPlayStation 3およびXbox 360用ソフト『Sonic's Ultimate Genesis Collection』（2009年）などのオムニバスソフトに収録された（他機種展開についての詳細は「#移植版」を参照）。

## システム
移動は将棋やチェスのように決められた範囲内ならどこでも移動でき、範囲内に敵が居ればそれを選択して攻撃することができる。戦闘シーンに入るとプレイヤーと敵が斜めに向き合い、臨場感溢れる決闘シーンが表示される。
攻撃パターンには通常攻撃の他に複数の敵を攻撃対象にできる魔法もある。魔法はひとつの種類につき最大4レベル存在し発動時のアニメーションが丁重にもすべて異なっている。魔法はレベルが高いほど消費MPが大きくなるが、威力や効果範囲は格段に向上する。
主人公が倒されてしまうとゲームオーバーとなり街に教会に戻されるが、倒される前に主人公だけが使える「リターン」の呪文か「てんしのはね」のアイテムを使うことによっていつでも戦闘から離脱できる、またイベントの地点まで戻れば敵が新たに沸きなおるので、なんども挑戦してレベルを上げることも可能。経験値制度はEXPを100ポイント溜めれば1つレベルが上がり、レベルが高くなるほど敵から得られる経験値は少なくなるが、EXPが1ポイントしかもらえなくなってしまっても100匹のモンスターを攻撃すればレベルを上げることはできる。
また、本シリーズはレベルが一定の値を超えると教会で「転職」してより強くなることができる。この転職はどの職業になれるか固定で決まっていて、転職することでレベルが1に戻ってしまうが、元の職業のレベル20より転職した後のレベル20のほうが強く、ゲームの後半に登場する武器の装備条件などにもなっている。
その他、特徴的な点として、操作システムの行動選択が基本的に全て十字キーの上、下、左、右に割り振られていることが挙げられる（例：戦闘時移動後は攻撃、道具、待機、魔法が表示され、魔法を選択した場合は更にブレイズLv1、スリープ、ブレイズLv2、ブレイズLv3、など。状況に応じて適宜自動変化する）。
エンディングの最後にENDの画面が表示されるが、3分が経過すると最終ボスも含むボスキャラクターを次々と倒していく「おまけ要素」が隠されている。また、クリア後に最初からゲームを始めた時には、サブキャラクターの名前変更や難易度(敵の強さ)も4つのレベルから選択が可能になる。ただし、「難易度セレクト」を使う前よりも、難易度を下げるための選択肢はない。

### 職業
本作には多数の職業が登場する、前述した種族とは別。左は初期、右は転職後の職業名。また、転職後の職業が2つ書いてある場合、一番右は「転職アイテム」という特殊なアイテムを所持している場合に、それを消費して転職可能。「てんまのつばさ（天馬の翼）」、「せんしのほこり（戦士の誇り）」、「おうぎのしょ（奥義の書）」、「きあいのたま（気合の玉）」、「ぎんのせんしゃ（銀の戦車）」の5種類で、それぞれ1つずつしか手に入らない為、誰に使うかは考えどころ。また、転職する職業は一長一短なので、無理に使わないという手もある。
「剣士」→「勇者」
主人公の職業。全てにおいて平均して高いステータスを持つ。倒されるとパーティー全体の敗北となり、ペナルティと共に教会に戻される（タイトル画面には戻らない）。町に戻る魔法「リターン」を唯一使うことができる。条件を満たすと「スパーク」の魔法も習得できるが、「リターン」の分のMPは残しておくほうが賢明。武器は剣のみを装備できる。勇者に転職後は素早さの成長が伸びる。
「騎士」→「パラディン」「ペガサスナイト」
ケンタウロス系キャラクター専用の職業。武器は近接戦闘のみの「ランス」と遠距離も攻撃できる「スピア」の2種類を使う。移動力が高いのが特長だが、森・山脈などの足場の悪いところでは移動速度が大きく落ちる。HPは高いが防御力はあまり高くないため、スピアを利用した2列目からの攻撃が主体となる。
通常の転職では「パラディン」になるが、転職時に"天馬の翼"を使うことで「ペガサスナイト」にもなれる。ペガサスナイトは飛行能力を得るため機動力が更に強化され、HPも飛躍的に伸びていくが、有利な地形効果を得られず防御能力が更に落ちるデメリットもある。
「戦士」→「ウォーリアー」「バロン（レッドバロン）」
斧を使う、主にドワーフ系キャラクターの職業。移動力は高くないが安定しており、防御力に秀でるが体力はそれほど多くない。魔法は一切習得できない。ただし一部の武器を用いることにより魔法攻撃に類似した攻撃を行うことができる。
通常の転職では「ウォーリアー」になるが、転職時に"戦士のほこり"を使うことで「バロン」になれる。バロンは斧の他に剣も扱えるので、常に攻撃力の高い方を装備させることが可能。その上、移動力や素早さも上がるため、汎用性が高い。一方、防御力はウォーリアーの方が高く、壁役としての専門性が高い。
「魔術士」→「ウィザード」「ソーサラー」
魔法を主とした攻撃をする職業。使える魔法はキャラクターによって異なるが、基本的に1種類以上の攻撃呪文とステータス異常をもたらす魔法を覚える。武器として杖を装備できるが、威力は非常に低い。多くの魔法は広範囲に、外れることなく防御力に関係なくダメージを与えられる。特に、狭い建物内などでは陣形と誘導次第で大量の敵にダメージを与えられる。
ただし、LV4等を覚えるまで敵1体あたりのダメージは低めで、敵が拡散しやすい広野などではあまり活躍できない。そしてMPが尽きればほとんど何もできず、防御力が低いので物理攻撃一撃で死亡することもあるため、護衛と陣形、そして魔法の使いどころの考慮が必須である。
通常の転職では「ウィザード」になるが、転職時に"奥義の書"を使うことで「ソーサラー」にもなれる。ソーサラーは高威力の召喚魔法を扱えるが、ウィザードのように「複数の敵のHPをまとめて削る」という使い方とは逆になる点には注意が必要。また、魔術師時代の魔法は全て忘れてしまうので、こちらも要注意。
「僧侶」→「司祭」「マスターモンク」
回復魔法を扱うことができ、ステータス変化を癒したり敵へもたらす魔法を覚える。ある程度のダメージは必ず受けるため、体力回復は必須であり、パーティーのサポート役として重要な職業。杖を装備できるが、攻撃力・防御力は低い。回復魔法・補助魔法は相手のLVに関係なく一定の経験値を得られる。
通常の転職では「司祭」になるが、転職時に"気合いの玉"を使うことで「マスターモンク」にもなれる。マスターモンクは格闘武器を装備でき、回復だけでなく攻撃も担えるようになり、移動力は低いが攻撃力が非常に高く、やや打たれ弱いものの頼れる戦力になる。一方、司祭のほうがMPが伸びやすい為、回復役として優秀。
「アーチャー」→「スナイパー」「ブラスガンナー」
弓を使った遠距離攻撃を得意とする職業。弓はスピアとは違い近接の敵は攻撃できないが、上位の武器を手に入れる事で攻撃範囲は劇的に広がる。魔法と違い、物理攻撃でありMP等の消費がないので、状況と運用によって大きく働きぶりが変わる。
通常の転職では「スナイパー」となりこの際移動力が上がるが、転職時に"銀の戦車"を使うことで「ブラスガンナー」にもなれる。ブラスガンナーは戦車を操縦して射撃を行うユニットで、移動力は劣るが攻撃力、防御力が高い。また、ブラスガンナーは移動時に地形の影響を受けにくく、森の中を通常コストで移動できるので、屋外戦では移動力の低さを感じにくいのも魅力。
「鳥人」→「バードバトラー」
飛行ユニット。装備できる武器は剣。一部を除いた地形を無視して進軍できる。移動能力は非常に高いが、その他の能力はあまり高くないため、奇襲戦術やアイテム回収が主な活用法となる。他にも、飛行能力を活かして地上ユニットでは配置できない地形から攻撃させる使い方もある。
「フェニキィ」→「フェニックス」
ピーター専用職業。飛行ユニットなので鳥人と同様に一部の地形を無視して進軍できる。HPや攻撃力も非常に高く、防御力も標準以上。不死鳥という性質上炎の攻撃に強い・戦闘で倒されても教会不要で復活できるという、非常に優秀なユニット。フェニックスに転職後は素早さの成長が速くなる。
「シーフ」→「ニンジャ」
ジッポ専用職業。ナイフを扱うシーフの状態では「素早さが高いが攻撃力・防御力ともに低く、やや使いにくい」といった性能だが、ニンジャに転職すると剣・刀が装備可能になり、専用の忍術も修得するので使い勝手が飛躍的に上がる。最終的には自軍トップクラスの攻撃力と、十分な防御力になる。なお、他の職業とは異なり、転職後は転職前に装備可能だったナイフは一切装備できなくなるので要注意。転職前にしっかりと武器を調達しておきたい。
「獣人」→「ウルフバロン」
ゲルハルト専用職業。装備できる武器はないが、高い基礎攻撃力を持つ。移動力が低い点と、「他のキャラが新しい武器を装備した時、相対的に攻撃力が低くなる」という点が泣き所。
「レンジャー」→「ボウナイト」
マチルダ専用職業。ケンタウロス族の脚力と弓の攻撃範囲によって、遠距離からの奇襲が可能。その反面、HPや防御力が低く打たれ弱い。ボウナイトに転職後はアサルトシェルなどの強力な武器が装備できるようになる。
「みどりがめ」→「怪獣」
キウイ専用職業。最も防御力の高いユニットで、物理攻撃をほとんど寄せ付けない。また転職すると飛行能力がつき、炎のブレスによる攻撃も可能になる。その反面HPは全ユニット中最低で、魔法攻撃に極端に弱く、高レベルまで育てていても、HP満タンから魔法攻撃一発で倒されてしまうことも。
「機械兵」
バッカス専用職業。装備できる武器はない。近接攻撃タイプのユニットで、必殺の一撃時にはビームを繰り出す。能力が高く伸び率も安定しているが移動力が低く、その点を補完しないと活躍は難しい。
「ゴーレム」
マード専用職業。装備できる武器はない。防御力に秀でる盾タイプのユニット。バッカス同様、移動力が非常に低い。

### 魔法
魔法は、僧侶や魔術師など、特定のキャラクターのみが使えるコマンドであり、MP（マジックポイント）を消費することで、使用できる。覚える魔法はキャラによって固定されており、レベルを上げることによって新しい魔法を覚えたり、よりハイレベルな魔法を使えるようになる。一部を除き、戦闘中にしか使用できない。
攻撃魔法
主に魔術師系キャラが使用。火炎魔法「ブレイズ」、冷気魔法「フリーズ」、電撃魔法「スパーク」、死神を召喚する「ソウルスチル」、僧侶が使う真空魔法「ヘルブラスト」がある。
忍術
攻撃魔法の一種。特定のキャラのみが使用できる。火炎系の「かとん」と電撃系の「らいじん」が存在する。
回復魔法
主に僧侶系キャラが使用。単体の体力を回復する「ヒール」、複数人の体力を回復する「オーラ」、毒や麻痺を治療する「アンチドウテ」がある。
間接魔法
戦闘を有利に進めるための補助魔法。味方の攻撃力を上げる「アタック」、味方の防御力と素早さを上げる「サポート」、相手を眠らせる「スリープ」、相手の魔法攻撃を封じる「アンチスペル」、相手の防御力と素早さを下げる「スロウ」、相手を混乱させる「コンフューズ」、戦闘から離脱する「リターン」が挙げられる。
召喚魔法
精霊を呼び出す魔法。特定キャラのみが使用できる。大地の精霊が巨岩を噴き上げる魔法「ダオ」、太陽神が火球を浴びせる魔法「アポロン」、海神が水流で攻撃する魔法「ネプチューン」、巨神が鉄拳による猛攻を仕掛ける魔法「アトラス」の4種。いずれも強力だが、普通の攻撃魔法と異なり、複数の敵に使用すると威力が分散されてしまう欠点がある。

### アイテムの種類と効果
『シャイニング・フォース』に登場する装備品は「剣」「ナイフ・刀」「斧」「ランス」「スピア」「杖」「矢」「格闘武器」「リング」の9種類に分類され、職業によって装備できる武器のタイプは決められている。 「リング」はすべての職業が装備でき、他の装備と干渉しない。攻撃力以外のステータスが上がるものもある。 ただし入手できる個数は非常に限られている。武器による格闘戦は基本的に単体攻撃である。
「剣」「ナイフ・刀」「斧」「ランス」「杖」「格闘武器」は周囲4マスの敵のみを攻撃できる近接戦闘武器であり、後者になるほど攻撃性能は高くなる傾向にある。「スピア」は周囲8マス＋縦横直線2マスの攻撃範囲を持つ。「矢」は周囲4マスを除き縦横直線2マス、周囲斜め1マスを基本攻撃範囲とするが、上位の矢はより広範囲の敵を攻撃できる。
また装備品の中には道具として使用すると魔法の効果を持つものがあり、あまり酷使すると「ひび」が入って、それに使用を続けると消滅してしまう。消滅する前に武器屋で有償で修理してもらうことによって、消滅することなく続けて使用することができる。なお、修理してもらわなくても、普通に武器として使う分には特に問題なく使える。消滅のリスクはあくまで「道具として使用するときのみ」である。
他にも、装備して攻撃するだけで特殊効果が現れる武器や、装備しているだけで毎ターンHPやMPが回復する武器も存在する。
装備品の中には呪われたアイテムが存在し、装備すると外せなくなり、ダメージを受けたり行動が制限されるなどのペナルティが課せられる。しかし、呪われた品物の多くは当然ながら非常に強力である。呪いは教会で解除してもらうことができる。
持てるアイテム数の上限は、現在装備している武器やリングを含めて4つまで。たとえば騎士などは遠距離攻撃もできるが威力の低いスピアと、近接戦闘のみだが威力の高いランスを装備できる。これらを場合によって使い分けるような戦い方をすると、他に持てるアイテムは2個に制限される。不要な品は、物語中盤で手に入る「キャラバン」に保管することができる。また、一部のレアアイテムは店に売却することによって「掘り出し物」として本来よりも割高な値段で再出品され、それを買い戻すこともできる。

### キャラバン
神殿に祀られている古代の乗り物。入手後はフィールド上を主人公らについて走るようになる（町の中は走らない）。見た目は小さいが、逆に主人公達を小さくすることによって中に入ることができる。
機能としては前作の本陣のようなもので、戦闘に出るキャラクターを自由に選出することができる。戦闘可能メンバーは最大12人で、11人未満で出撃することも可能（1人で出撃することも可能）だが、主人公だけは戦闘メンバーから外すことが出来ない。
もう一つ重要な機能として「倉庫」がある。上記のように、旅先において入手した不要なアイテムを保管することができる。また、預けたアイテムはその場で捨てたり、鑑定することもできる。

### 地形効果
戦闘時の特徴として、地形効果ボーナスというものが発生する。これはユニットの現在位置の地形タイプによって異なり、数値として左上にパーセンテージで表示される。
地形効果が高いほど敵から受けるダメージは緩和されるが、一般的に高い地形効果を持つ場所は山脈地帯や岩場、森林などの足場が悪い場所で、特定の職業のユニットがそれらの場所に侵入すると移動範囲が著しく狭くなる。

## ストーリー
前作の舞台より遥か北方に位置するグランス島。盗賊のジッポはとある古代遺跡の探索中、何かの封印を誤って解いてしまう。それは遥か古の時代に封印された魔王ゼオンとその軍団の復活に関わるものだった。
一方、グランシール王国に暮らす少年ボウイは、一人前の剣士を目指し賢者アストラルの下で修行に励む日々を送っていた。ある日、グランシール王に異変があったとの報を受け、城へ急行するアストラル。興味本位でその後をつけたボウイ達はそこで偶然魔王軍の尖兵の復活を目撃してしまう。
その後、友好関係にあった隣国ガラムが突如としてグランシールへの侵攻を決定。ボウイ達はガラム軍との、そして魔王の軍勢との戦いに巻き込まれていくこととなる‥‥。

## 世界観
『シャイニング・フォース』の世界は一般的な剣と魔法の中世西洋ファンタジーである。
主に登場する種族は一般的な「人間」のほか、上半身が人間で下半身が馬の「ケンタウロス」、小柄な体格の「ホビット」、強い力を持つ「ドワーフ」、不死鳥の「フェニックス」、空を飛び人語も扱う「鳥人」、特殊な鎧に身を包んだ「みどりがめ」など。
敵ユニットとしては「ゴブリン」、「ゾンビ」、「ペガサスナイト（ケンタウロスに羽が生えた者）」、「ドラゴン」など一般的な ファンタジー系モンスターが登場する。

## 登場人物

### 主人公
ボウイ
職業：剣士→勇者
主人公。亡き父はグランシール国の元兵士長。グランス島、グランシール国の少年で、賢者アストラルの弟子。母と二人で住んでいる。剣士となるべく、仲間と修行を積んでいたが、ひょんなことから、悪魔王ゼオンを封印していた2つのジュエルを手にする。ここから彼の冒険が始まる。

### パーティーキャラクター
サラ
職業：僧侶→司祭（マスターモンク）
エルフ族の僧侶で、賢者アストラルの弟子として主人公の同級生。少し強気な性格で、仲間の世話を焼きたがる。青く長い髪が特徴の少女。ゲーム開始後暫くは、回復魔法が使えるユニットが彼女のみなので、時には苦戦を強いられることも。範囲回復魔法「オーラ」を覚えないため、終盤も活躍させたいならマスターモンクに転職させると良いだろう。
「シャイニング・ウィズダム」にも登場。
ヒューイ
職業：騎士→パラディン（ペガサスナイト）
ケンタウロス族の少年で、同じくアストラルの弟子でグランシール国出身。見習いの騎士だが少しヤボな所がある。以上3人が初期メンバーである。
ジャジャ
職業：戦士→ウォリアー（バロン）
ホビット族の少年で、斧を武器に使う戦士。彼もアストラルの弟子だが、寝坊のため、2回目の戦闘から加わる。ドジだが明るい性格。
カズン
職業：魔術師→ウィザード（ソーサラー）
考古学者ハウエルの弟子で、彼の死をきっかけに仲間になる。エルフ族の魔術師で、火炎系の魔法が得意。普段は冷静だが、時折少年らしい仕草を見せる所が人気らしい。攻撃魔法が「ブレイズ」しか無く、火力不足になる為、「ソーサラー」に転職させると良いだろう。
「シャイニング・ウィズダム」にも登場。
ジッポ
職業：シーフ→忍者
古のほこらから、2つのジュエルを盗んだ張本人で、この事がきっかけで悪魔王が復活してしまう。その罪滅ぼしとして参戦。スケイブン族のシーフで、足が速い。最初は今ひとつな強さだが、次第にパラメータの伸びが良くなり、転職後は主力級の性能を誇る。
キウイ
職業：みどりがめ→かいじゅう
パルメキア大陸から珍獣としてグランシールに連れてこられた、ミドリガメ。檻から逃げ出した所を主人公と出会い、仲間になる。その際、自分で名前をつける事もできる。甲羅と兜のため、非常に防御力が高いが、HPの伸びが非常に悪く、魔法やブレス系攻撃とは相性最悪な点には要注意。
ピーター
職業：フェニキイ→フェニックス
不死鳥族の末裔でボルカノン神に育てられた。修行の旅の途中、大陸に移住してから飛べなくなっていたが、グランシールの人々と出会い、以後、常に主人公の後ろについて周るようになる。正義感に厚く心優しいが、お喋りで遠慮が無い性格。不死鳥なので倒されても戦闘終了後には生き返っている特殊なキャラ。
マチルダ
職業：レンジャー→ボウナイト
リブル村に住む、ケンタウロス族のレンジャー。都会に憧れている。
ゲルハルト
職業：獣人→ウルフバロン
ポルカ村に住む獣人族の青年。勇敢だが獣人にしては毛が薄く、彼のコンプレックスになっている。しかし、ウルフバロンに転職すると、一気に狼らしい顔立ちと立派な毛並みを手に入れる為、転職後はコンプレックスは解消されるものと思われる。
ルド
職業：鳥人→バードバトラー
ボルカノン神を守る鳥人族の国、ビトーの王子で、ピーターの親友。おおらかな性格。移動力はあるが、防御力は低い。
ロイド
職業：ブラスガンナー
港町ハッサンの考古学者で、付近の遺跡に祀られている古代の乗り物、キャラバンを運転する事を夢見ている。少し偏屈な性格だが、古代の技術には目を輝かせて喜ぶ無邪気な一面を持つ。キャラバン入手後暫くは専属の運転手だったが、ボウイ達の戦いを見ているうちに戦闘にも参加するようになる。メカに詳しく、洞窟の岩を破壊するために使った大砲を使って活躍する。
ミック
職業：騎士→パラディン（ペガサスナイト）
大陸中を旅をしているケンタウロスの騎士。珍しいものとスリルに目が無く、キャラバンに興味を持って参戦。騎士の中では随一の防御力を誇るため、ペガサスナイトに転職させても防御力低下のリスクが少ない。
ポルナレフ
職業：アーチャー→スナイパー（ブラスガンナー）
エルフ族のアーチャーで、池にはまっている所を助け出される。妖精の森の住人で、フェアリー族と仲が良い。名前が「ポルナレフ」で、「ぎんのせんしゃ（銀の戦車）」でブラスガンナーに転職できるという、『ジョジョの奇妙な冒険』のPart3『スターダストクルセイダース』の登場人物、ジャン＝ピエール・ポルナレフを想起させるキャラクター。
エルリック
職業：騎士→パラディン（ペガサスナイト）
たまたま災害に巻き込まれ、悪魔クリードの元でコレクションとして小さくなって暮らしていた騎士。少しナルシストだが能力が高く、バランス良く成長する優秀なキャラクター。
エルリック、ツィッギー、ドンゴ、パイパーの4人はクリードの館を出る際に1人を選択して仲間にできる。仲間にしなかったキャラは後半、仲間に出来るので、優先的に獲得したいキャラを最初に選ぶと良い。
ツィッギー
職業：僧侶→司祭（マスターモンク）
災害に巻き込まれた、ポンペイ国の元住人。強気な僧侶の女の子。貴重な範囲回復魔法「オーラ」の使い手。彼女をマスターモンクにすると、サラが一軍を張るのが難しくなる一方で、ツィッギーは「回復も攻撃もこなす万能キャラ」になる。ただし、司祭のほうがMPの成長率が高いため、回復役としての専門性を高めるなら司祭への転職が良い。
ドンゴ
職業：戦士→ウォリアー（バロン）
ポンペイ国の元住人で、ドワーフ族の老兵。頑固者だが戦闘力・リーダーシップは衰えていない。
パイパー
職業：魔術師→ウィザード（ソーサラー）
ポンペイ国の元住人。ブレイズ、フリーズ、スパークと、バリエーション豊かな魔法を覚えるエルフ族の魔術師。
ジャネット
職業：アーチャー→スナイパー（ブラスガンナー）
エルフ族のアーチャー。ポルナレフの恋人で、彼を追って参戦する。攻撃力は当初高いが、上がりにくい。
ヒギンズ
職業：パラディン
ケンタウロス族の国、パキャロンの隊長。援軍を探している所を魔族に襲われ、主人公らに助けられる。
フィルダー
職業：バードバトラー
ビトー国の若きバードバトラー。主人公に出会ってから短期間で成長し、参戦。謙虚で礼儀正しい。
リンダ
職業：ソーサラー
ミトゥラ神殿に仕える人間のソーサラー。ミトゥラ神の指示によってボウイ達の仲間に加わる。強力な召喚魔法を使えるが、防御力が非常に低い。年齢にうるさい。
シャロル
職業：司祭
パルメキア北大陸の権威ある司祭。モーンの神官をやっていた。悪魔軍の侵入に対し、となりの町を見捨てたことで罪悪感を負っている。貴重な範囲回復魔法「オーラ」の使い手で、ツィッギーよりも習得レベルが低い。一方、MPの伸びはツィッギーよりも低い。
ファルコン
職業：ペガサスナイト
翼を持つペガサスナイト。元は悪魔軍側に居たが、「モンスターと共に戦うこと」に嫌気が差し、主人公達の前で寝返る。味方NPC扱いで仲間になり、自軍加入後も操作することが出来ないが、裏技を使えば操作可能な状態で自軍入りする。ただし、その場合は寝返りイベントを見ることは出来ない。
ガイアン
職業：ウォリアー
悪魔軍の攻撃に遭ったモーンの街で、一人戦っていたホビット族のウォリアー。リブル村に妻子が居る。
シーラ
職業：マスターモンク
アストラルの元弟子。悪魔族隊長に婚約者の命を奪われ、仇である「レッドバロン」への復讐のために修行を積んでいた。人間族のマスターモンク。全裸で水浴びをしているところを覗かれるという、衝撃的な登場をする。やや打たれ弱いものの、攻撃力が高く回復・補助魔法を使える、頼もしいキャラクター。
バッカス
職業：機械兵
かつて神々によって作り出され、考古学者ペテロによって修理された機械兵。
マード
職業：ゴーレム
古代通路で片腕を失って動けなくなっており、腕を返して助けるとついてくる、正義のゴーレム。移動力と素早さに難があるが、攻防ともに優れる。
オネイア
職業：ウィザード
カズンの師であったハウエルの息子。父の研究を受け継いで、魔族と戦う術を探していた。攻撃魔法のラインナップは優秀だが、習得レベルが遅い傾向にある為、終盤に活躍させるには工夫が必要。
レモン
職業：レッドバロン
グランシールの隣国、ガラム国の英雄。本来は正義感溢れる男だったが、国王の命により、不本意ながらグランシールに攻撃を仕掛ける。その後、悪魔族に体を乗っ取られ「レッドバロン」として主人公の前に立ち塞がる。悪魔族に乗っ取られた事で死ねない不死の身体となり、悪魔族の手先としての悪行を悔いて自殺しようとするものの幾度も失敗し、主人公達と共に戦う事になる。望んでいたことではないが、シーラの婚約者の仇である。最終盤に仲間になるが能力は全体的に高く、即戦力になれる優秀なキャラクター。

### 主人公側の登場キャラクター
アストラル
ボウイ達の師匠で、諸国にも名前が知られているグランシール国の賢者。強力な魔法も使える。直接戦闘には参加しないが、物語中盤から軍師として同行するようになる。実は女好きで、自身に師事していた頃のシーラにセクハラを働いたことがある。
エリス
グランシール国のお姫様。悪魔王にさらわれる、主人公に恋するなど、お姫様としての典型的な運命をたどる。
オッドラー
物語中盤に登場する謎の少年。怪我のため視力と記憶を失っている。実は悪魔軍の幹部のオッドアイで、主人公達とは終盤戦う事になる。
クリード
強い魔力を持った悪魔族。現在は改心して、大陸外れの悪魔のしっぽに住む。「改心した」とは言いつつも、人間を小さくしてコレクションするのが趣味という、悪魔らしい邪悪な趣味を持つ。要所要所で主人公たちに手を貸してくれるという、清濁併せ持つ男。

### 悪魔軍側キャラクター
悪魔王ゼオン
今作の黒幕、前作のダークドラゴンと並ぶくらいの強さを持つとされる。長年封印されていて、復活を企むが必要な二つのジュエルをボウイに奪われる事となる。
ゲシュプ
悪魔軍の軍師。様々な策を用いて、主人公達を貶めようとするがことごとく失敗する。
オッドアイ
悪魔軍の幹部。中盤ボルカノン神殿に攻め込むが、ボルカノンに敗退し、行方が知れなくなる。記憶を失い、オッドラーとして主人公達と出会う事になる。
カミーラ
悪魔軍の女幹部。鉄球使い。正面から正々堂々戦う事を好み、策を弄するゲシュプとはソリが合わない。一度だけ、人間の女性に化けるという策を用いるが、騙し討ちの為ではなく、主人公たちを見定める為の「験し」だった模様。
ザルバード
悪魔軍の幹部。ミトゥラ神殿で戦うことになる。宝箱にモンスターを忍ばせる策を用いる他、水に囲まれた神殿の最奥に陣を構えて、地の利を活かして魔法で攻めてくるうえ、至近距離で繰り出す物理攻撃もかなり強力という難敵。主人公達とは一度しか会わない（出会い頭での遭遇戦でそのまま決着がつく）ため、影が薄い。
レッドバロン
悪魔軍の幹部。その鎧は殺した相手の返り血で赤く染まったとされる。その正体はガラム国のレモン。

### その他の敵キャラクター
クラーケン
イカダで川下りをしていると襲ってくる、序盤の強敵。巨大なイカの姿をした怪物で、本体である「テンタクルヘッド」を倒す必要がある。
タロス
古代神殿で戦う巨兵。最初に「アキレスのつるぎ」を装備した主人公で攻撃しないと、一切のダメージが通らない点に要注意。
チェスの軍隊
クリードの館の机の上にある「ポンペイ国」で戦う、チェスを模した軍隊。実際のチェスとの違いは「駒の動き」「クイーンが3体、ポーンが6体（実際はクイーンは1体、ポーンは8体）」「盤面の広さ（実際より広い）」という点。物理攻撃と攻撃魔法の使い手のキング、攻撃魔法が得意なクイーン、回復魔法が得意なビショップ、スピアによる間接攻撃が得意なナイト、ブラスガンナーのような射撃ユニットのルーク、斧による近接攻撃が得意なポーンの6種類で、キングを倒せば決着がつく点は実際のチェスと同じ。中盤の強敵で、物語全体を通しても特に苦戦する難敵。
なお、次作となる「シャイニング・フォースIII」にも、同じくチェスを模した「レインブラッド」という部隊が登場するが、キャラ設定や人数、ユニットの特性など、全くの別物である。

## 移植版
| No. | タイトル                                                                                         | 発売日                                           | 対応機種                                           | 開発元                  | 発売元       | メディア | 型式                                                                           | 備考                                                          |
| --- | ------------------------------------------------------------------------------------------------ | ------------------------------------------------ | -------------------------------------------------- | ----------------------- | ------------ | --- | ------------------------------------------------------------------------------ | ------------------------------------------------------------- |
| 1   | シャイニング・フォースII 古えの封印                                                              | 2008年7月15日 2008年10月3日 2008年10月6日        | Wii                                                | クライマックス ソニック | セガ         | ダウンロード （バーチャルコンソール）                                                                                    | MB6J MB6E MB6P                                                                 | 2019年1月31日 配信・販売終了                                  |
| 2   | Sonic's Ultimate Genesis Collection SEGA Mega Drive Ultimate Collection                          | 2009年2月10日 2009年2月20日                      | PlayStation 3 Xbox 360                             | Backbone Entertainment  | セガ         | Blu-ray Disc DVD-ROM | PS3: BLUS-30259 BLES-00475 XB360: 68034 384-40210                              | 日本国内未発売、日本用機器でも動作は可能                      |
| 3   | Shining Force II                                                                                 | 2011年1月26日                                    | Windows                                            | クライマックス ソニック | セガ         | ダウンロード (Steam) | -                                                                              |                                                               |
| 4   | Sega Mega Drive Classics Collection Vol.4                                                        | 2011年2月4日                                     | Windows                                            | セガ                    | セガ         | CD-ROM | -                                                                              |                                                               |
| 5   | Sega Genesis Classic Collection - Gold Edition Sega Mega Drive Classic Collection - Gold Edition | 2011年3月15日 2011年3月18日                      | Windows                                            | セガ                    | セガ         | DVD-ROM | -                                                                              |                                                               |
| 6   | Sega Genesis Classic Collection                                                                  | 2011年3月25日                                    | Windows                                            | セガ                    | セガ         | ダウンロード (Steam) | -                                                                              |                                                               |
| 7   | Sega Genesis Classics                                                                            | 2018年5月29日 Switch 2018年12月7日 2018年12月6日 | Linux macOS PlayStation 4 Xbox One Nintendo Switch | d3t セガ                | セガ         | ダウンロード (Steam、PlayStation Store、 Microsoft Store、 ニンテンドーeショップ) BD-ROM Nintendo Switch専用ゲームカード | PS4: CUSA-10828 CUSA-09771 XBO: INL-SE10663080 Switch: HAC-P-AQGKB HAC-P-AQGKA |                                                               |
| 8   | 光明與黑暗續戰篇II 古代的封印                                                                    | 日本を除く東アジア圏 2019年9月19日 2020年3月25日 | メガドライブ ミニ                                  | エムツー （移植担当）   | セガゲームス | プリインストール | -                                                                              | メガドライブ版の移植（本体にあらかじめ収録された42作品の1つ） |
| 9   | セガ メガドライブ for Nintendo Switch Online                                                     | 2022年4月22日                                    | Nintendo Switch                                    | 任天堂 エムツー         | 任天堂       | ダウンロード | -                                                                              |                                                               |
| 10  | Shining Force II                                                                                 | 2022年10月27日                                   | SEGA Genesis Mini 2                                | エムツー                | セガ         | プリインストール | MK-16310                                                                       |                                                               |

※ メガドライブ ミニ版は本来、東アジア圏発売版にのみ収録されていたが、日本でも翌年にコレをベースとした機種が「メガドライブ ミニ アジアエディション」と名付けられて特定ECサイトにて限定発売された。

## スタッフ
- プログラム：田口泰宏、高橋秀五、小寺春樹、沼屋賢司、山本豊、田中つかさ
- サブ・スクリプト：高橋宏之、久末律子、清水秀二
- マップ・デザイン：久末律子、清水秀二、新倉竜也
- キャラクター・デザイン：SUEZEN
- グラフィック：青木文秀、はしもとまさゆき
- 音楽：武内基朗
- 効果音：渋谷道玄、渋谷円山
- マニュアル：岡田なおこ、くしだりこ、うめつまさよ、みかみじゅんこ
- スペシャル・サンクス：WINDS、R.I.S.、RIT'S、CHAKI、梶山浩、手塚智司、やすだみのる、高橋章、横瀬さとみ、DAICHAN IKEJIRI
- ディレクター：高橋秀五、田口泰宏
- プロデューサー：高橋宏之

## 評価
- ゲーム誌『ファミコン通信』の「クロスレビュー」では8・7・7・6の合計28点（満40点）になっている[12]。

- ゲーム誌『メガドライブFAN』の読者投票による「ゲーム通信簿」での評価は以下の通り25.8点（満30点）となっている[14]。また、1998年に刊行されたゲーム誌『超絶 大技林 '98年春版』（徳間書店）では、前作よりも魔法が増加し攻撃方法が多彩になった事やコマンドが増えた事を指摘した上で「遊びやすくなった」と肯定的に評価、さらに戦闘シーンのグラフィックが強化された事も肯定的に評価した[14]。

| 項目 | キャラクタ | 音楽 | お買得度 | 操作性 | 熱中度 | オリジナリティ | 総合 |
| 得点 | 4.4        | 4.2  | 4.2      | 4.4    | 4.5    | 4.0            | 25.8 |

- ゲーム本『メガドライブ大全』（2004年、太田出版）では、キャラクター・デザイン担当が玉木美孝からSUEZENに変更された事に触れた上で「前作の印象はソフトに一新」と指摘、また前作でのキャラクターが強くなりすぎてゲーム後半の敵キャラクターが弱くなるというバランスが本作では修正された事や、敵キャラクターの思考ルーチンが改善された事を指摘し「より戦略性が強化された」と肯定的に評価、さらに「ファンタジー世界の設定が奥深くなったのは好評」と称賛した[15]。